# Jódar
El clima de Jódar és de tipus mediterrani amb estius secs i càlids amb hiverns frescos.
Jódar és el municipi amb més habitants de la comarca de Sierra Mágina (Província de Jaén, Espanya).
Està situat en les proximitats del turó de San Cristóbal. La seva població supera els 13.000 habitants.